# 徐家汇站 (中国铁路)
徐家匯站是滬杭内環綫一個已經拆除的鐵路車站，位于今上海长宁区虹桥路凯旋路南侧。

## 历史
沪杭铁路内环线为沪杭、沪宁两条铁路之间接轨线，于民国4年（1915年）3月开工兴建，民国5年（1916年）11月竣工，同年12月建成通车，通车时增设本站。
1950年，为虹桥飞机场运输燃料及其他物资而建徐虹支线，初名617专线，又名虹桥飞机场专用线。
20世纪末时因建造上海轨道交通3号线而将本站拆除，火车站拆除后在原址北侧过虹桥路设軌道交通虹橋路站，与之后建成的上海轨道交通10号线相交，可相互换乘。